# アルクトゥ
広平王アルクトゥ（モンゴル語: Aruqtu、? - 1351年）は、大元ウルスに仕えたアルラト部出身の高官の一人。モンゴル帝国建国の功臣の一人、アルラト部のボオルチュの玄孫に当たる人物。
『元史』などの漢文史料では阿魯図（ālŭtú）と記される。

## 概要
アルクトゥはボオルチュ・ノヤンの後継者ボロルタイの息子のウズ・テムル（ウルグ・ノヤンとも）の息子のムラクの息子として生まれた。アルクトゥの先祖ボオルチュはチンギス・カンに仕えて「四駿」と称された人物で、四駿の子孫は代々ケシクテイ（親衛隊）長官の地位を世襲し、帝国内における高い地位を保持してきた。アルクトゥも父祖同様にまずケシクテイに入り、翰林学士承旨を経て、知枢密院事となった。アルクトゥの父のムラクは「天暦の内乱」において敗北した上都派についたことで「広平王」の印を没収されていたが、ウカアト・カアン（順帝トゴン・テムル）の即位を巡る政争の中でアルクトゥは復権を果たし、後至元3年（1337年）には「広平王」位を継承しボオルチュ家当主となった。
至正4年（1344年）、それまで朝廷で最大の実力者であったトクトが弾劾されて失脚すると、周囲の高官によってアルクトゥがその後任に推薦され、同年5月に中書右丞相とされた。同時期に中書左丞相とされたベルケ・ブカとアルクトゥはカアンの行幸に従うのに車を並べて出入りをともにするほど良好な関係で、朝野は両者が協力して国政に当たるのを喜んだという。丞相としてのアルクトゥの業績としては、至正5年（1345年）にトクトが総責任者として編纂を進めていた『遼史』、『金史』、『宋史』を完成させたことや、完成した『至正条格』をウカアト・カアンに進呈したことなどが知られている。
数年にわたって友好関係にあったアルクトゥとベルケ・ブカであったが、至正6年（1346年）に入り両者の関係は破綻する。ベルケ・ブカは以前の実力者トクトの排除を以前からアルクトゥに相談していたが、アルクトゥは「我らとていつまでも丞相の位にいられるわけではなく、いつかは丞相の地位を退く日が来る。その時人々は我々を如何に評するであろうか」と述べ、ベルケ・ブカの要請を断った。ベルケ・ブカはその場ではアルクトゥの言葉に従ったが、アルクトゥの態度には不満を抱き、遂にアルクトゥを弾劾して朝廷から追放するに至った。アルクトゥの一族の者達はベルケ・ブカの措置に怒り、「アルクトゥ丞相は何故直接カアンに直接見えて弁解しないのか」と訴えたが、アルクトゥは「我は建国の功臣ボオルチュ・ノヤンの末裔であり、丞相の地位を得るのに苦労する身ではない。カアンの御指命とあらば敢えて丞相の地位を辞退することはないが、御史台が我を弾劾するというのならば丞相の地位を退くべきである。なんとなれば、御史台とはクビライが設置した機関であり、御史台に逆らうというのはクビライに逆らうに等しいからだ」と述べて潔く丞相の地位から身を退いた。アルクトゥの失脚後、ベルケ・ブカは遂に中書右丞相となったが、アルクトゥが示唆したように長くその地位を保つことはできなかった。
至正11年（1351年）、アルクトゥは復権して太傅とされ、カラコルム方面に派遣されたが、間もなく亡くなった。

## モンゴル年代記における記述
17世紀に編纂されたモンゴル年代記の一つ、『蒙古源流』にはウカアト・カアン(順帝トゴン・テムル)に仕えた「アルラトのボオルチュ・ノヤンの末裔で、ラハという者の息子のイラク丞相」なる人物が登場する。「イラク」という人名は「ムラク」に由来すると考えられるが、「ウカアト・カアンに仕えた丞相」という点ではムラクの息子のアルクトゥに近く、恐らくこの人物はムラク、アルクトゥ父子を混同して作り上げた人物像であると考えられる。
イラク丞相はジュゲ・ノヤン（明朝の建国者朱元璋に相当する）が生まれた時、その家から五色の虹が立ったのを見て、モンゴルにとって悪しき兆候であり早く殺すべきであると進言したがウカアト・カアンはこれに従わなかった。その後、ジュゲ・ノヤンが成長すると「私の東の州の国人を、ジェイ老爺の息子のジュゲとブカ兄弟が首領になれ」と述べて大権を任せ、結果としてジュゲ・ノヤンの叛乱によってウカアト・カアンは大都を失ってしまう。
無論、このような『蒙古源流』の記述は史実と全く異なるものであるが、「ジュゲ・ノヤンとブカを東の州の国人の首領とした」というのは、アルクトゥ(＝ジュゲ)とベルケ・ブカ(＝ブカ)が1344年から1346年にかけて国政を取り仕切っていた史実を下敷きにした伝承ではないかと考えられている。この伝承においてジュゲ・ノヤンの生年（甲申＝1344年）がアルクトゥとベルケ・ブカが丞相の地位に就いた至正4年（1344年）と一致するのも、「ジュゲ・ノヤン」がアルクトゥをモデルの一人としていることを示唆していると考えられる。総じて、モンゴル人の間でもアルクトゥは元末において大きな役割を果たした重要な人物として断片的ではあるが伝承が伝えられていたことが窺える。

## アルラト部広平王ボオルチュ家
- ナク・バヤン（Naqu Bayan ＞納忽伯顔/nàhū bǎiyán）
  - 右翼万人隊長ボオルチュ・ノヤン（Bo'orču ＞孛斡児出/bówòérchū,بورچى نويان/būrchī nūyān）
    - 右翼万人隊長ボロルタイ（Boroldai ＞孛欒台/bóluántái,بورالتای/būrāltāī）
      - 西方大将バルジク（Balčiq ＞班里赤/bānlǐchì,بالجیق/bāljīq）
      - ジルカミシュ（J̌irqamiš ＞جیرقامیش/jīrqāmīsh）
      - オルク・ノヤン＝御史大夫ウズ・テムル（Üz temür ＞玉昔帖木児/yùxī tièmùér,اور تیمور/ūz tīmūr）
        - 広平王ムラク（Mulaq ＞木剌忽/mùlàhū）
          - 広平王アルクトゥ（Arqtu ＞阿魯図/ālŭtú）

        - 万人隊長トオリル（To'oril ＞脱憐/tuōlián）
        - 御史大夫トクトガ（Toqtoγa ＞脱忒哈/tuōtèhā）
          - 知枢密院事ニウデゲイ（Ni'udegei ＞紐的該/niŭdegāi）

    - アジュル・ノヤン（Aǰul Noyan ＞阿朮魯/āzhúlŭ,اجل نویان/ājul nūyān）
    - エル・テムル（El temür ＞یل تمور/īltimūr）

  - オゲレ・チェルビ（Ögele Čerbi ＞斡闊烈闍里必/wòkuòliè shélǐbì,اوکلا جربی/ūkla jarbī）